# Francis van Bossuit
Francis van Bossuit (1635 Brusel – 1692 Amsterdam) byl vlámský sochař. Pracoval hlavně s terakotou, dřevem a slonovinou.

## Životopis
V Římě se připojil se k Bentvueghels s přezdívkou Waarnemer (delegát, pozorovatel nebo reportér). Pracoval s Barentem Graatem a Matthysem Poolem. Spolupracoval s florentskými studenty akademie. Kolem roku 1680 odcestoval zpět na sever s rytcem Bonaventurou van Overbeekem. Jeho dřevěné sochy a jeho motivy se staly populární a objevují se i v dílech dalších umělců, jako jsou Jan van Mieris a Willem van Mieris, Ignatius van Logteren, Barend Graat a Nicolaas Verkolje. Podle Roelanda van Eyndena a Adriaana van der Willigena v jejich Geschiedenis der Vaderlandsche Schilderkunst (Historie malířství) dostal v Bentvueghels přezdívku Waarnemer. Přezdívka vyjadřovala jeho pečlivé, precizní studování klasických soch. Vybavený uměním vytvářet poetické sochy, vrátil se na sever s Bonaventurou van Overbeekem. Pro neobvyklou něžnost jeho klasických slonovinových plastik se stal mezinárodně uznávaným umělcem. Jeho mezinárodní sláva byla pravděpodobně spíše důsledkem vydání knihy publikované v roce 1727 Matthysem Poolem s názvem Cabinet de l'Art de Sculpture s rytinami, vytvořenými podle jeho kreseb, které ilustrovaly příběhy od Ovidia a dalších klasiků.

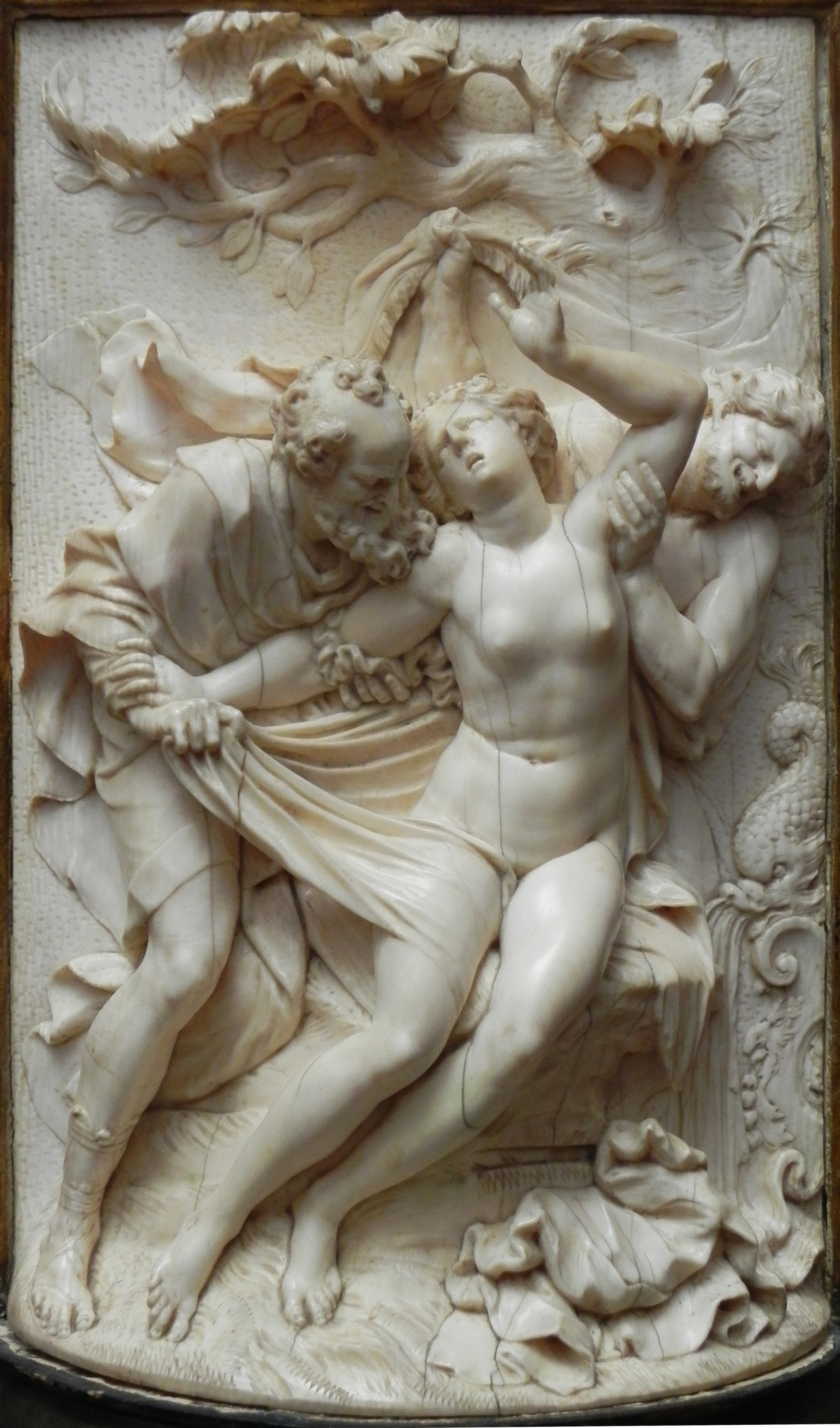
Francis van Bossuit, Zuzana a starci, slonovina, 1690
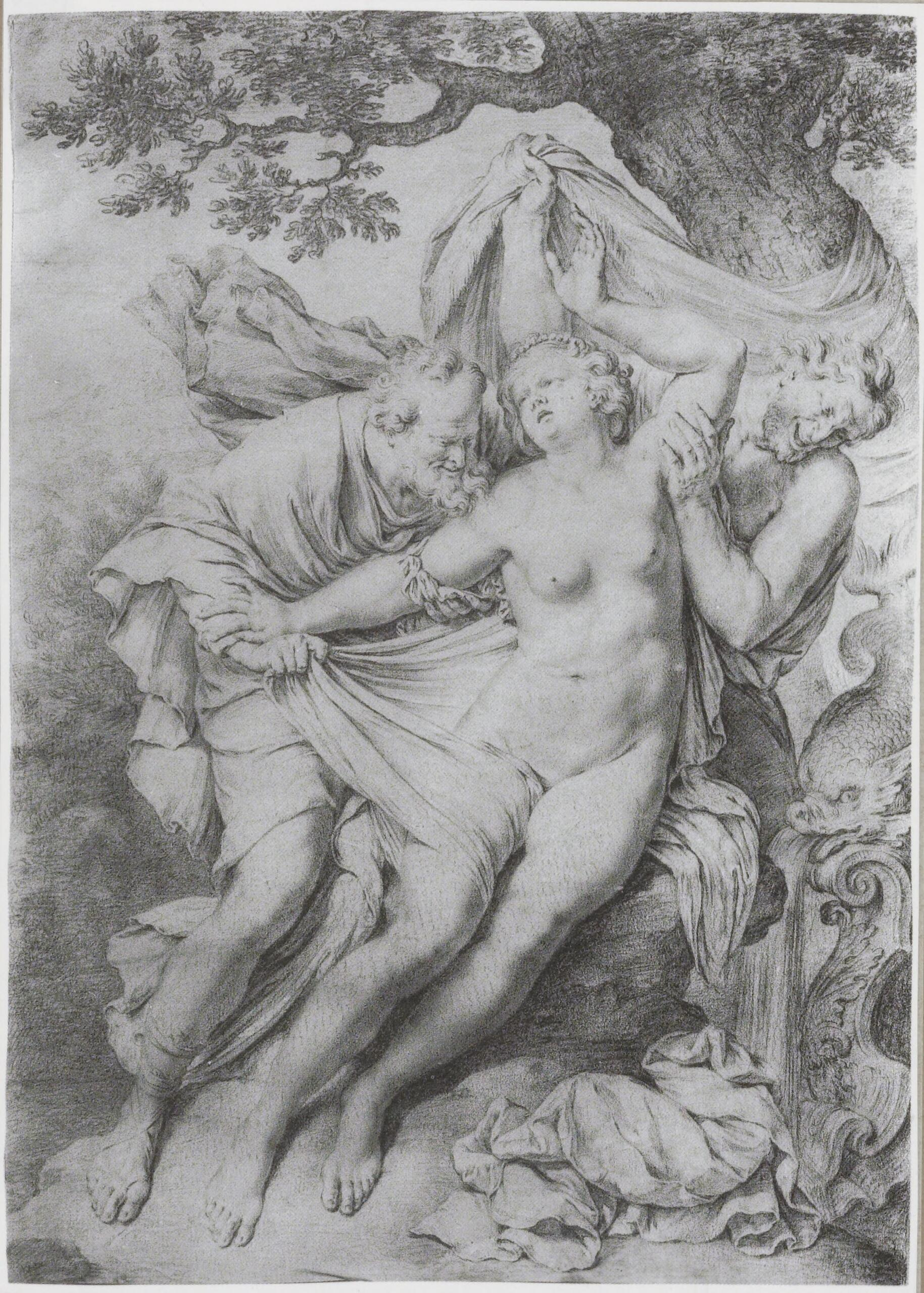
Willem van Mieris, rytina inspirovaná Francisem van Bossuitem, kolem r. 1700
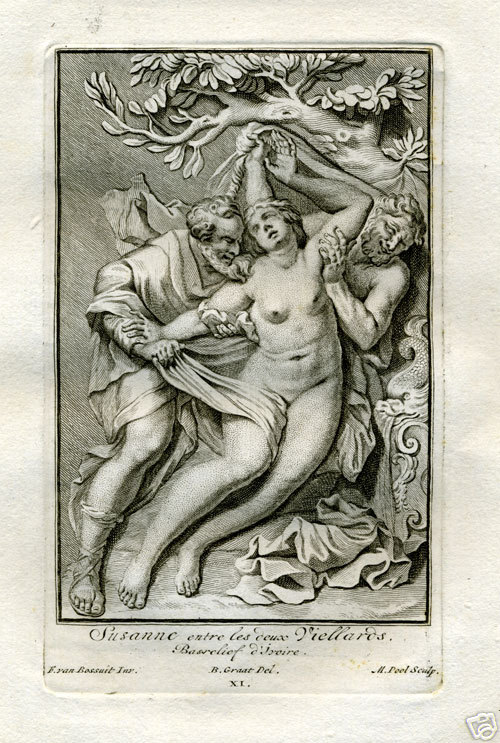
rytina podle F. Bossuita, od Matthyse Poola podle kresby Barenta Graata, r. 1727